# Scott Carpenter
Malcolm Scott Carpenter (Boulder, Colorado; 1 de mayo de 1925-Denver, Colorado; 10 de octubre de 2013) fue un piloto de pruebas, astronauta y acuanauta estadounidense. Era conocido por ser uno de los integrantes del grupo conocido como «Mercury Seven», los primeros astronautas estadounidenses, seleccionados por la NASA para el Programa Mercury.
Carpenter fue el segundo estadounidense en recorrer la órbita de la Tierra y el cuarto en ir al espacio, por detrás de Alan Bartlett Shepard, Virgil I. Grissom y John Glenn.

## Biografía
Nació en Boulder, Colorado, hijo de Marion Scott Carpenter y Florence (de soltera Noxon). Se trasladó a Nueva York con sus padres durante sus dos primeros años de vida. En el verano de 1927, Carpenter volvió a Boulder con su madre, que padecía tuberculosis. Fue criado por sus abuelos maternos hasta que se graduó en la Escuela Superior de Boulder en 1943.
Como muchos adolescentes de Boulder, Carpenter se vio profundamente afectado por el ataque a Pearl Harbor, que llevó a Estados Unidos a la Segunda Guerra Mundial, y decidió convertirse en aviador naval. Fue aceptado en la V-12 Navy College Training Program como cadete de aviación, donde se preparó hasta el final de la Segunda Guerra Mundial.  La guerra terminó antes de que terminara su entrenamiento, por lo que la Armada lo dio de baja del servicio activo en septiembre de 1945. Regresó a Boulder en noviembre de 1945 para estudiar Ingeniería aeronáutica en la Universidad de Colorado en Boulder.
En vísperas de la guerra de Corea, fue reclutado por la Armada de los Estados Unidos donde recibió entrenamientos de vuelo. En 1951, Carpenter realizó su primera misión de reconocimiento durante la guerra de Corea a bordo de un Lockheed P-2 Neptune. Más adelante, también realizó misiones de vigilancia a lo largo de las costas de la Unión Soviética y China.
Trabajó como piloto de pruebas de la División de Electrónica de Ensayos. Finalmente, en 1958 fue nombrado Oficial de Inteligencia Aérea del portaaviones USS Hornet.

## Trayectoria en la NASA
Después de ser elegido para el Programa Mercury en 1959, Carpenter era el piloto de reserva de John Glenn, que viajó en la primera misión en órbita de los Estados Unidos a bordo del Friendship 7.
Cuando el astronauta Deke Slayton se retiró por motivos de salud del Programa Mercury, Carpenter fue asignado para reemplazarlo. El 24 de mayo de 1962, Carpenter se elevó hacia el espacio y realizó tres órbitas alrededor de la tierra. La misión duró casi cinco horas. Su nave espacial Aurora 7 llegó a una altura de 264 kilómetros y una velocidad orbital de 28.215 km/h. Trabajó en cinco experimentos a bordo, Carpenter contribuyó, entre otras cosas, para identificar el misterio de las "luciérnagas" (partículas de líquido congelado alrededor de la nave) observado por primera vez por John Glenn, quien les puso ese nombre. Carpenter fue el primer astronauta estadounidense en comer alimentos sólidos en el espacio.
En 1965, participó en el programa SEALAB II, donde vivió y trabajó durante 30 días a una profundidad de 62 metros en la costa de California.
Tras retirarse de la Marina, Carpenter se convirtió en consultor de fabricantes de equipos deportivos y de buceo, así como de la industria cinematográfica, en materia de vuelos espaciales y oceanografía. Participó en proyectos relacionados con el control biológico de plagas y la eliminación de residuos, así como en la producción de energía a partir de residuos industriales y agrícolas.
Falleció el 10 de octubre de 2013 en el hospital de Denver, a los 88 años, después de llevar varios días ingresado tras sufrir un derrame cerebral.

## Honores y premios
- Navy Astronaut Wings
- Navy's Legión al Mérito
- Cruz de Vuelo Distinguido
- NASA Distinguished Service Medal
- Universidad de Colorado Recognition Medal
- Collier Trophy
- New York City Gold Medal of Honor
- Medalla Elisha Kent Kane
- Ustica Gold Trident
- Boy Scouts de América Silver Buffalo Award
- Academy of Underwater Arts & Sciences 1995 NOGI Award for Distinguished Service